# Émile Champion
Émile Adolphe Eugène Champion (* 23. März 1879 in Laval; † unbekannt) war ein französischer Leichtathlet, der im Marathonlauf der bei den Olympischen Spielen 1900 den zweiten Platz belegte.
Champion wird in der Sportliteratur häufig als einer der Favoriten unter den Läufern bezeichnet, die sich am Marathonlauf bei den Olympischen Spielen 1900 in Paris beteiligt hatten. Einen Beleg für diese Annahme gibt es nicht, denn es fehlt jeglicher Leistungsbeweis von dem zum Zeitpunkt der Spiele erst 20 Jahre alten Émile Champion. 1898 tauchte zwar der Name Champion in den Siegerlisten des Langstreckenlaufs von Paris nach Conflans auf, ein Lauf über 40 km für Profis, doch handelte es sich hierbei um den Bruder von Émile, François Champion.
Sein markanter Name, sein Heimspiel in Paris, sein tatsächlich eingetretener Erfolg und die Tatsache, dass eines der wenigen Fotos vom Marathonlauf 1900 in Paris Émile Champion zeigt, sind die einzigen Faktoren, die ihn im Rückblick wie einen Favoriten erscheinen lassen.
Der olympische Marathonlauf in Paris fand am 19. Juli 1900 bei Temperaturen bis 39 °C statt. Es handelte sich dabei um den heißesten Lauf der olympischen Geschichte. Eine Favoritenrolle hatte bei diesen Bedingungen keine Bedeutung. Sieger wurde ein bis dato ebenso unbekannter Läufer, Michel Théato. Zusammen mit ihm und dem späteren Dritten, Ernst Fast, befand sich Champion die meiste Zeit des Laufes in einer Spitzengruppe. Am Ende reichte es zum zweiten Platz mit über vier Minuten Rückstand auf den Sieger.
Die Platzierungen bei Olympischen Spielen für Émile Champion:
- II. Olympische Spiele 1900, Paris
  - Marathon - SILBER mit 3:04:17 h (Gold an Michel Théato, LUX mit 2:59:45 h; Bronze an Ernst Fast, SWE mit 3:37:14 h)

Über das Leben von Émile Champion ist außer seiner Teilnahme am olympischen Marathonlauf in Paris nichts bekannt.